# پیتر گادیوت
پیتر گادیوت (انگلیسی: Peter Gadiot؛ زادهٔ ۲ ژانویهٔ ۱۹۸۶) هنرپیشه اهل انگلستان است.
از فیلم‌ها یا برنامه‌های تلویزیونی که وی در آن نقش داشته‌است می‌توان به روزی روزگاری در سرزمین عجایب و پادشاه توت اشاره کرد.